# Jamal Abu Samhadana
Jamal Abu Samhadana (arabisch جمال أبو سمهدانة, DMG Ǧamāl Abū Samhadāna, * 8. Februar 1963 im Flüchtlingslager al-Maghazi (Rafah); † 8. Juni 2006 in Rafah), war der Gründer des palästinensischen Volkswiderstandskomitees.
Samhadana war Mitglied der Fatah und der Tanzim, bevor er Ende 2000 die neue Organisation gründete. Im April 2006 wurde er von Said Siam, dem Innenminister der Regierung der Palästinensischen Autonomiebehörde, zum Polizeidirektor ernannt.
Laut Bericht der Jedi’ot Acharonot überlebte Samhadana vier Anschläge, bevor er am 8. Juni 2006 von der israelischen Armee zusammen mit drei weiteren Mitgliedern des Volkswiderstandskomitees durch einen gezielten Luftangriff auf ein Trainingslager nahe Rafah getötet wurde.